# Ocellularia neopertusariiformis
Ocellularia neopertusariiformis är en lavart som beskrevs av Mason Ellsworth Hale. 
Ocellularia neopertusariiformis ingår i släktet Ocellularia och familjen Graphidaceae. Inga underarter finns listade i Catalogue of Life.